# هفت‌ماهگی
هفت‌ماهگی فیلمی به کارگردانی و نویسندگی هاتف علیمردانی و تهیه‌کنندگی منصور لشکری قوچانی محصول سال ۱۳۹۴ است. این فیلم برای نمایش در بخش سودای سیمرغ سی و چهارمین دوره جشنواره فیلم فجر پذیرفته شد. هفت‌ماهگی در ۱۵ دی ۱۳۹۵ در سینماهای ایران اکران شد.

## خلاصه داستان
این فیلم داستان زنی به نام رعنا است که در ماه هفتم بارداری خود است وی که یک بار دچار سقط جنین شده، به شوهر خود شک کرده، و این باعث مشکلاتی در زندگی آنها می‌شود، رعنا، با اصرار شوهرش، مهرداد، به خانهٔ پدرش در مرزن‌آباد می‌رود، اما در میانه راه دچار حادثه می‌شود. بر اثر ریزش کوه ضربه‌ی وارده شده باعث مرگ مغزی رعنا شده ولی بچه‌ی او سالم به دنیا می‌آید.

## بازیگران
| بازیگر            | نقش       |
| ----------------- | --------- |
| حامد بهداد        | مهرداد    |
| باران کوثری       | رعنا      |
| هانیه توسلی       | سالومه    |
| پگاه آهنگرانی     | طناز      |
| احمد مهرانفر      | امیرحسین  |
| فرشته صدرعرفایی   | زری       |
| محمدرضا علیمردانی | فرزاد     |
| بهناز جعفری       | نسرین     |
| رضا بهبودی        | ماهی فروش |
| فریده دریامج      |           |
| سیامک ادیب        | محمود     |